# Politeness Pays (film 1914)
Politeness Pays è un cortometraggio muto del 1914 diretto da Carl Gregory.

## Produzione
Il film fu prodotto dalla Thanhouser Film Corporation (con il nome Princess).

## Distribuzione
Distribuito dalla Mutual Film, il film - un cortometraggio in una bobina - uscì nelle sale cinematografiche USA il 1º maggio 1914.